# Melanosis oculi
Die Melanosis oculi, seltener auch (kongenitale) okuläre Melanose genannt, ist eine angeborene Hyperpigmentierung der mittleren Augenhaut (Uvea oder der Lamina episcleralis), die sich in einer auffallenden Heterochromie darstellt. Die Iris kann dabei so dunkel erscheinen, dass man die Pupille kaum sieht.
Wenn neben der Pigmentierung des Auges noch eine Hautpigmentierung zu beobachten ist, so wird dies als Nävus Ota bezeichnet. Differenzialdiagnostisch muss die Melanosis oculi von anderen, potentiell gefährlicheren erworbenen Melanosen des Auges unterschieden werden.

## Pathologie und Epidemiologie
Die Melanosis oculi ist in den meisten Fällen angeboren. Die Häufigkeit wird bei der weißen Bevölkerung mit 38 pro 100 000 und bei der dunkelhäutigen mit 14 pro 100 000 angegeben. Deutlich höhere Werte werden für Asiaten geschätzt.
Die Ursache der Melanosis oculi ist die einseitige Vermehrung pigmentreicher Melanozyten.
Aus einer Melanosis oculi kann sich ein Aderhautmelanom (malignes uveales Melanom) entwickeln. Die Wahrscheinlichkeit zu einer solchen Entartung liegt bei etwa 5 %. Durch den hormonellen Einfluss einer Schwangerschaft kann sich die Wahrscheinlichkeit weiter erhöhen. Regelmäßige Kontrollen des Auges werden daher von den meisten Ärzten empfohlen.

## Therapie
Die Melanosis oculi kann nicht operativ entfernt werden. Eine regelmäßige augenärztliche Kontrolle wird empfohlen.

## Weiterführende Literatur
- N. E. Bechrakis u. a.: Okuläre Melanome. In: Der Onkologe 12, 2006, S. 213–221. doi:10.1007/s00761-006-1033-7
- J. Heine: Beitrag zur erworbenen Melanosis oculi. In: Klin Monatsbl Augenheilkd 195, 1989, S. 379–381. doi:10.1055/s-2008-1050060